# Samsun (provinca)
Provinca Samsun je provinca, ki se nahaja v severni Turčiji ob Črnem morju. Okoliške province so Sinop na severozahodu, Çorum na zahodu, Amasya na jugu, Tokat na jugovzhodu in Ordu na vzhodu. 
Središče province je mesto Samsun, eno največjih mest v Turčiji ter največje turško pristanišče ob Črnem morju. 

## Okrožja
- Alaçam
- Asarcık
- Ayvacık
- Bafra
- Çarşamba
- Havza
- Kavak
- Ladik
- Ondokuz Mayıs
- Salıpazarı
- Samsun
- Tekkeköy
- Terme
- Vezirköprü
- Yakakent

## Zgodovina
Mustafa Kemal Atatürk je tu 19. maja 1919 začel turško vojno za neodvisnost.
Koordinati:   41°12′16″N, 36°00′26″E